# 布勒格林
布勒格林（Bullers Green）是英格兰东北部諾森伯蘭郡莫珀斯（Morpeth）附近的一个村庄。
布勒格林是第一位前往中国的新教传教士马礼逊 (1782–1834)的出生地。